# 매들린 에이미 스위니
매들린 에이미 스위니(Madeline Amy Sweeney, 1965년 12월 14일 ~ 2001년 9월 11일)은 아메리칸 항공의 항공 승무원이다. 2001년 9월 11일 9.11 테러에서 하이재킹당한 아메리칸 항공 11편에 승무원으로 탑승해 있었으며, 이 날 비행기가 세계 무역 센터의 북쪽 타워에 충돌하여 사망한다.

## 11편 승무원
2001년 9월 11일, 11편에 원래 할당되어 었던 승무원이 병으로 인해 탑승하지 못하게 되자 스위니를 예비 승무원으로 대체하여 탑승했다. 원래 스위니는 주말 계약직이었기 때문에 화요일이었던 9월 11일은 쉬는 날이었다.
9월 11일, 비행기 이륙 전인 약 7시 15분에 비행기 안에서 휴대전화로 남편인 마이클 스위니에게 전화를 걸었다. 매들린은 출근하면서 기분이 안 좋아졌고 유치원생인 딸을 학교까지 데려다 주지 못한 것에 대해 아쉬워했다고 말했다.
"물이 보여요. 빌딩이 보여요. 빌딩이 보인다고요! 너무 낮게 날고 있어요. 매우 매우 낮게 날고 있어요. 지금 너무 낮게 날고 있어요. 맙소사 너무 낮게 날고 있어요. 맙소사!" (11편 충돌).
"I see water. I see buildings. I see buildings! We are flying low. We are flying very, very low. We are flying way too low. Oh my God we are flying way too low. Oh my God!"
매들린은 35세의 나이에 사망했다. 항공 승무원을 시작한지 12년이 되었던 때였다. 현재는 매들린의 남편인 마이클 스위니와 두 자녀 잭, 애나가 살고 있다.

## 유산

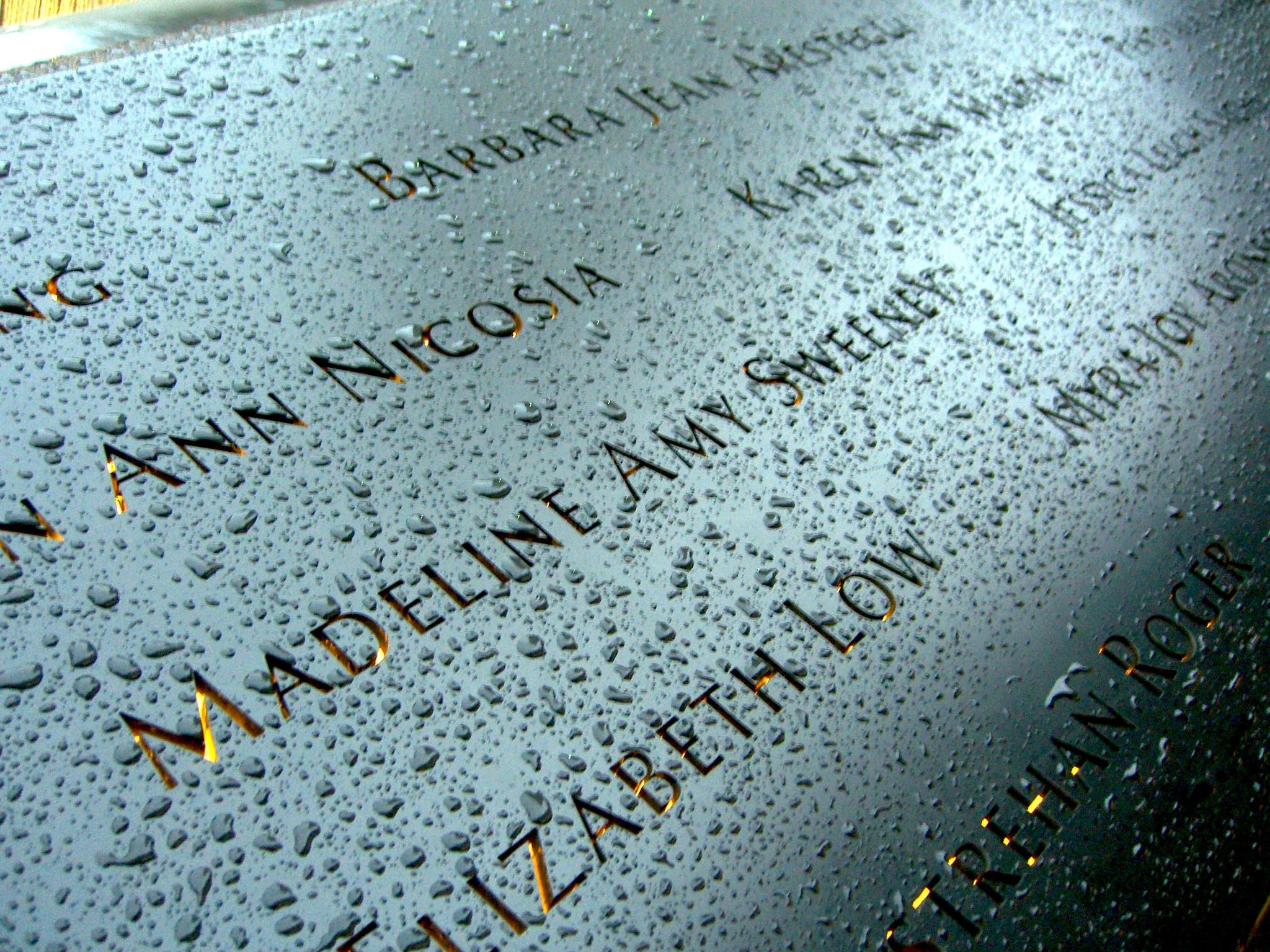
스위니의 이름이 국립 9·11 테러 메모리얼 & 박물관의 노스 풀 N-74 패널에 11편의 다른 승객과 함께 적혀 있다.

2002년 2월 11일, 매들린 스위니는 메사추세츠 주 정부에게 신년 용기 훈장을 수여받았다.
국립 9·11 테러 메모리얼 & 박물관의 노스 풀 N-74 패널에는 희생자를 기리기 위해 매들린 스위니의 이름이 적혀 있다.